# La sombra de los plátanos

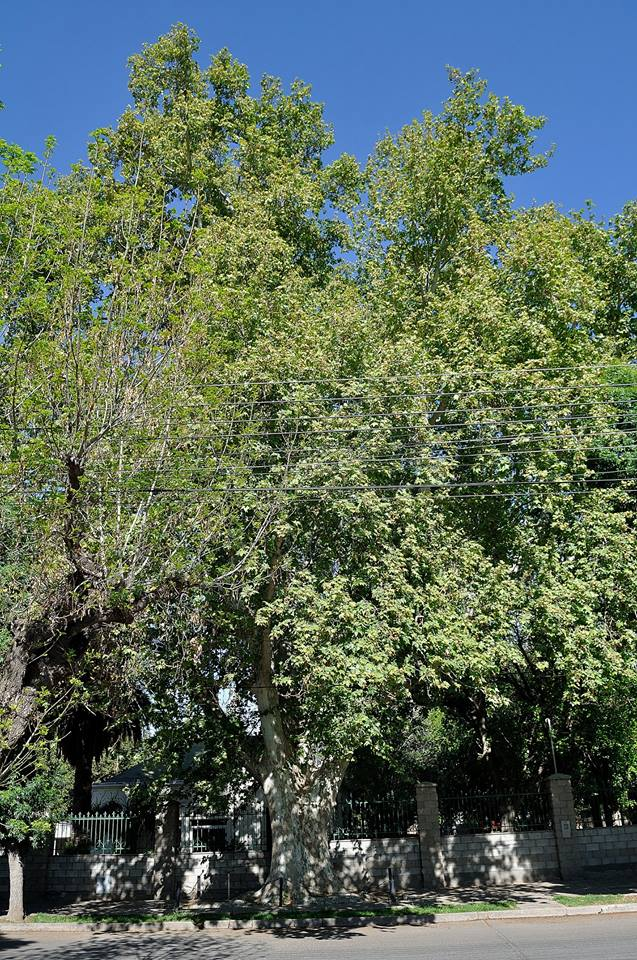
Árbol del Plátano

La sombra de los plátanos es un libro de poesía del escritor uruguayo Olyntho María Simões, publicado en 1950.

## Lugareñas
En la primera parte del libro Lugareñas el poeta canta las cosas más sencillas de su ciudad natal, retratando con fidelidad los puntos más conocidos geográficamente, cantó además las características más notorias de su gente y las bellezas inigualables de sus tradiciones. Rememora épocas pasadas de la frontera Uruguay-Brasil, a través de poemas en Literatura vernácula (rica en vocablos en portuñol ), propios de la idiosincrasia del lugar. 
Estos poemas son inspirados en las calles riverenses, su estilo posee una limpidez de imágenes y de conceptos «el paisaje de nuestros alrededores pintorescos que revientan en flor por todas partes», presenta a personas genuinas del lugar, las costumbres de un pueblo simple, de vida sencilla, de buen temple, que ya no existen pero perduran en sus versos.
Las principales características de sus versos son: la cristalinidad, la verdad y la justeza con que pinta y la dulzura en su ritmo. El ritmo está dado con habilidad y gracia musical, expresó en sus versos la tranquilidad de su espíritu lugareño.

### Riverense
En Riverense vive una parte de la historia social de Rivera, su ritmo se identifica con el ritmo del ambiente, revive la época de cuando era niño. Cita a personajes populares, los rincones del pueblo y las supersticiones que allí existían. Todo estaba comprendido en el alma del pueblo, él lo captó como expresión de vida y lo transformó en su motivo poético, porque la poesía fluye del espíritu del hombre: «Yo soy más, mucho más de Rivera, que el “Cerro del Marco”, Soy amigo del “Puente de Raca” es un libro editado en 1950, y lo mismo de “Paso de Castro”, Me doy bien con la “Piedra Furada”, con la calle Brasil tengo tratos, y citas nocturnas, Me saludo con los plátanos, en los viejos fortines en ruinas, en mis tiempos de alegre muchacho».

### Las cometas
En Las cometas Simões logró fusionar con mucha destreza: el ritmo, el motivo y la forma de expresión. En él, describe un acontecimiento que se lleva a cabo, año a año, en Semana de Turismo, no solo en el Cerro del Marco, sino en todos los puntos más altos de la ciudad, remontar cometas los viernes santos: «Sobre el Cerro del Marco, el cielo se ha tornado policromo, Las cometas, Infantil como hermoso, ¡que practica la gente de mi pueblo, desde tiempos remotos, como todos los jueves y los viernes santos, con ingenio alborozo!, Típica fiesta del solar norteño».

### Calle Brasil
El poeta le atribuye vida a la Calle Brasil, en este poema pinta a dicha calle en imágenes sencillas, comparándola a una mujer: “Calle Brasil, eres tú, como una mujer perdida, de día pareces fea, más de noche te atavías, con tu vestido de sombras, y te tomas sugestiva, Le haces guiños picarescos, con alguna lamparilla, al silencio que te ronda, desde las calles vecinas, y te emborrachas de luna, hasta quedarte dormida, Y por eso, porque eres, como una mujer perdida, es que me siento tan tuyo, y es que te siento tan mía».

## Lugareñas
La poesía vernácula en Lugareñas se ciñe a un estado de ánimo del poeta. El acento en él presentado es genuino de la región, principalmente por los vocablos presentes en portuñol (dialecto presente en la frontera que, si bien toma palabras del portugués y otras del español), es diferente, teniendo como resultado palabras exclusivas del mismo.